# Олгица Цице
Олгица Цице је књижевница из Требиња, [Република Српска].

## Биографија
Рођена је у Приједору 1952. године, а у Требињу је завршила основну школу и гимназију. Студирала је Историју југословенских књижевности и српски језик на Филозофском факултету у Сарајеву, гдје је дипломирала 1975. године, након чега ради као професор књижевности и српског језика у средњој школи. Радни вијек завршила је као професор у Гимназија Јован Дучић|Гимназији "Јован Дучић" у Требињу.

## Књижевни рад
Поезију је почела да пише и објављује у часописима од гимназијских дана. Прву књигу поезије "Ријека је старија од нас" објавила је 1999. године, Збирку поезије за дјецу "Представљам се, ја сам краљ"  и роман за дјецу "Земља Игорова" објављује 2001. године, а 2006. роман за одрасле "Мирис човјека",који је уврштен међу 5 најбољих остварења женских писаца на српском језику за 2006. годину на Базаровом конкурсу за "Златно перо". Збирку кратких прича "Низводно од бајке" објавила је 2009. године. Роман о познатој српској сликарки и хероини Надежди Петровић под насловом "Боје и барут" објавила је 2012. године. Књигу поезије "Матуранти" објавила је 2014. године, а књигу бајки за дјецу "Бајкине приче" 2015. године.
Награђивани су јој поезија,кратка прича и роман.